# Žilina (ort)
Žilina är en ort i Tjeckien.   Den ligger i regionen Mellersta Böhmen, i den centrala delen av landet, 30 km väster om huvudstaden Prag. Žilina ligger 395 meter över havet och antalet invånare är 722.
Terrängen runt Žilina är huvudsakligen platt, men åt sydväst är den kuperad. Runt Žilina är det ganska tätbefolkat, med 62 invånare per kvadratkilometer. Närmaste större samhälle är Kladno, 8,7 km nordost om Žilina. Trakten runt Žilina består till största delen av jordbruksmark.